# Adam Andersson
Adam Andersson (Göteborg, 1996. november 11. –) svéd válogatott labdarúgó, a norvég Rosenborg hátvédje.

## Pályafutása

### Klubcsapatokban
Andersson a svédországi Göteborg városában született. Az ifjúsági pályafutását a Västra Frölunda csapatában kezdte, majd a Häcken akadémiájánál folytatta.
2012-ben mutatkozott be a Västra Frölunda felnőtt keretében. 2015-ben az első osztályban szereplő Häckenhez igazolt. 2021. január 15-én négyéves szerződést kötött a norvég első osztályban érdekelt Rosenborg együttesével. Először a 2021. május 9-ei, Vålerenga ellen 1–1-es döntetlennel zárult mérkőzésen lépett pályára. A 2022–23-as szezonban a dán Randersnél szerepelt kölcsönben.

### A válogatottban
Andersson egy mérkőzés erejéig tagja volt a svéd U19-es válogatottnak.
2019-ben debütált a felnőtt válogatottban. Először a 2019. január 8-ai, Finnország ellen 1–0-ra elvesztett barátságos mérkőzés 63. percében, Jonathan Augustinssont váltva lépett pályára.

## Statisztikák
2023. június 4. szerint
| Klub                 | Szezon   | Osztály          | Bajnokság | Bajnokság | Kupa  | Kupa | Nemzetközi | Nemzetközi | Összesen | Összesen |
| Klub                 | Szezon   | Osztály          | Meccs     | Gól       | Meccs | Gól  | Meccs      | Gól        | Meccs    | Gól      |
| -------------------- | -------- | ---------------- | --------- | --------- | ----- | ---- | ---------- | ---------- | -------- | -------- |
| Häcken               | 2015     | Allsvenskan      | 7         | 0         | 0     | 0    | —          | —          | 7        | 0        |
| Häcken               | 2016     | Allsvenskan      | 16        | 1         | 1     | 2    | —          | —          | 17       | 3        |
| Häcken               | 2017     | Allsvenskan      | 8         | 1         | 4     | 2    | —          | —          | 12       | 3        |
| Häcken               | 2018     | Allsvenskan      | 23        | 0         | 6     | 1    | 4          | 0          | 33       | 1        |
| Häcken               | 2019     | Allsvenskan      | 28        | 2         | 4     | 0    | 2          | 0          | 34       | 2        |
| Häcken               | 2020     | Allsvenskan      | 24        | 1         | 0     | 0    | —          | —          | 24       | 1        |
| Häcken               | Összesen | Összesen         | 106       | 5         | 15    | 5    | 6          | 0          | 127      | 10       |
| Rosenborg            | 2021     | Eliteserien      | 28        | 0         | 1     | 0    | 6          | 1          | 35       | 1        |
| Rosenborg            | 2022     | Eliteserien      | 5         | 0         | 0     | 0    | —          | —          | 5        | 0        |
| Rosenborg            | Összesen | Összesen         | 33        | 0         | 1     | 0    | 6          | 1          | 40       | 1        |
| Randers (kölcsönben) | 2022–23  | Danish Superliga | 26        | 1         | 2     | 1    | —          | —          | 28       | 2        |
| Összesen             | Összesen | Összesen         | 165       | 6         | 18    | 6    | 12         | 1          | 195      | 13       |

## Sikerei, díjai
Häcken
- Svéd Kupa
  - Győztes (1): 2015–16